# Волосне (заказник)
Волосне́ — гідрологічний заказник місцевого значення в Україні. Об'єкт природно-заповідного фонду Житомирської області. 
Розташований на території Коростенського району Житомирської області, на південний схід від села Ушомир. 
Площа 271 га. Статус надано згідно з рішенням облвиконкому від 01.02.1988 року № 26 та рішенням облради від 08.09.2010 року № 1163. Перебуває у віданні ДП «Коростенське ЛМГ» (Ушомирське л-во, кв. 36, вид. 16, 17, 23, 30). 
Статус надано для збереження сфагново-осокового перехідного болота, яке є регулятором рівня ґрунтових вод і водного режиму річки Уж.